# Vy (Verkehrskonzern)
Vy, offiziell Vygruppen AS, ist das größte Verkehrsunternehmen in Norwegen und betreibt als Eisenbahnverkehrsunternehmen die meisten Züge auf den Eisenbahnstrecken des Landes sowie Regionalzüge in Schweden und des Weiteren auch Fernbusse in ganz Norwegen und in Schweden. Vy gehört dem Staat Norwegen und ist dem Verkehrsministerium (Samferdselsdepartementet) unterstellt.
Bis zum 23. April 2019 nannte sich Vy Norges Statsbaner AS (NSB, norwegische Staatsbahnen).
Norges Statsbaner AS entstanden 2002 aus der haftungsbeschränkten Gesellschaft Norges Statsbaner BA.

## Geschichte

### Staatsbahn NSB

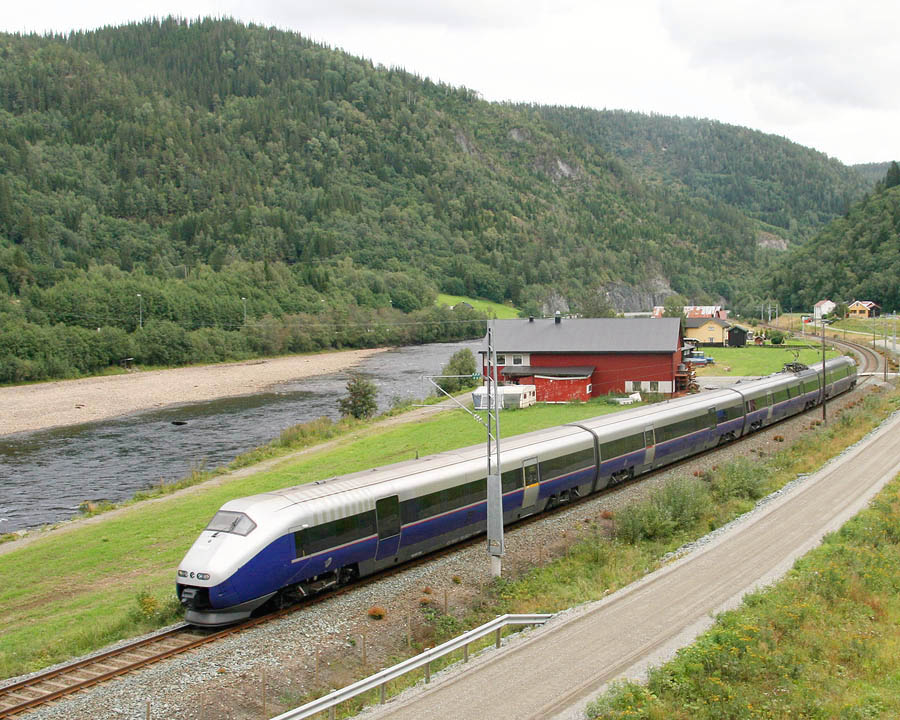
NSB Type 73 bei Krogstadsanden nördlich von Støren, 30. August 2008

Statsbanene (mit großem S) ist eine ältere und eigentlich inoffizielle Bezeichnung der Norwegischen Staatsbahnen (NSB) und deren Vorläufer.
Der Begriff bezieht sich auf die Eisenbahnen der Anfangszeit in Norwegen, auf die der Staat einen beherrschenden Einfluss durch Aktienmajorität hatte oder die reine, vom Staat errichtete Staatsbahnen waren. Die ersten Staatsbahnen waren Hamar–Grundsetbanen, Kongsvingerbanen und Trondhjem–Størenbanen, deren Bau am 3. September 1857 beschlossen wurde und die zwischen 1861 und 1864 eröffnet wurden. Diese ersten Staatsbahnen waren auf dem Papier administrativ getrennte Einheiten mit eigenem Rechnungswesen und wurden als größere Einheiten, basierend auf geografischen Begriffen, betrieben. Erst ab dem 1. März 1883 wurden De norske statsbaner als eigenständige Organisation mit einer zentralen Leitung in Christiania eingerichtet. Lorentz Henrik Müller Segelcke war bis 1899 der erste Generaldirektor. Der Name Norges Statsbaner kann bis 1885 zurückverfolgt werden, ebenso die Abkürzung N.S.B.
Bis 1890 waren alle Staatsbahnen als Aktien-Bahnen mit privaten und öffentlichen Anteilseignern gebaut worden. Wenn Gewinn anfiel, wurde eine Dividende gezahlt. Der Staat hatte jedoch durch seine Mehrheitsbeteiligung die volle Kontrolle über diese Gesellschaften. Nach 1890 wurde dieses System eingestellt und der Staat baute, durch den Det store jernbanekompromisset vom Storting beschlossen, eigene Bahnstrecken, statt einen Beitrag zum Bau zuzuschießen. Gleichzeitig wurde beschlossen, die alten Aktienbahnen nach und nach an den Staat zu übertragen. Dieser Prozess wurde 1921 abgeschlossen. Von 1921 bis 1996 wurde Norwegens Eisenbahnnetz (bis auf einige wenige private Strecken) vom Staatsunternehmen Norges Statsbaner (NSB) verwaltet.

### Norges Statsbaner BA
1996 erfolgte die Aufteilung in den Infrastrukturbetrieb Jernbaneverket (heute Bane NOR) und in die Betriebsgesellschaft Norges Statsbaner BA. Der Güterverkehr aus dem alten Unternehmen wurde unter der Gesellschaft NSB Gods fortgeführt.

### Norges Statsbaner AS
| Jahr | Platzierung |
| ---- | ----------- |
| 2002 | 97          |
| 2003 | 124         |
| 2004 | 135         |
| 2005 | 132         |
| 2006 | 97          |
| 2007 | 133         |
| 2008 | 177         |
| 2009 | 164         |
| 2010 | 179         |
| 2011 | 191         |
| 2012 | 178         |
| 2013 | 166         |

Logo bis 2019

Am 1. Juli 2002 wurde die haftungsbeschränkte NSB BA in eine Aktiengesellschaft umgewandelt. Im gleichen Jahr wurde der technische Unterhalt und der Werkstättendienst in die neu gegründete Aktiengesellschaft Mantena ausgegliedert, die bis Juli 2017 vollständig im Besitz von NSB blieb. Den Express- und Stückgutverkehr übernahm NSB Gods, die zur Aktiengesellschaft CargoNet umgewandelt wurde.
NSB hatte in den ersten Jahren des neuen Jahrtausends viele Probleme. Der Zusammenstoß zweier Züge bei Åsta am 4. Januar 2000 mit 19 Toten, Lokomotivführermangel, häufige Verspätungen, Probleme bei der Ersatzteilversorgung sowie mit neuen Fahrzeugen sorgten für einen schlechten Ruf. Handelshøyskolen BI führt jährliche eine Erhebung über die Kundenzufriedenheit (Norsk kundebarometer) mit norwegischen Unternehmen durch.
2016 wurden die Fahrzeuge von NSB in die staatseigene Gesellschaft Norske tog ausgelagert, gleichzeitig begann der Fahrscheinvertrieb und die Fahrplanauskunft bei der ebenfalls staatseigenen Gesellschaft Entur.

### Umbenennung in Vy

Logo seit 2019

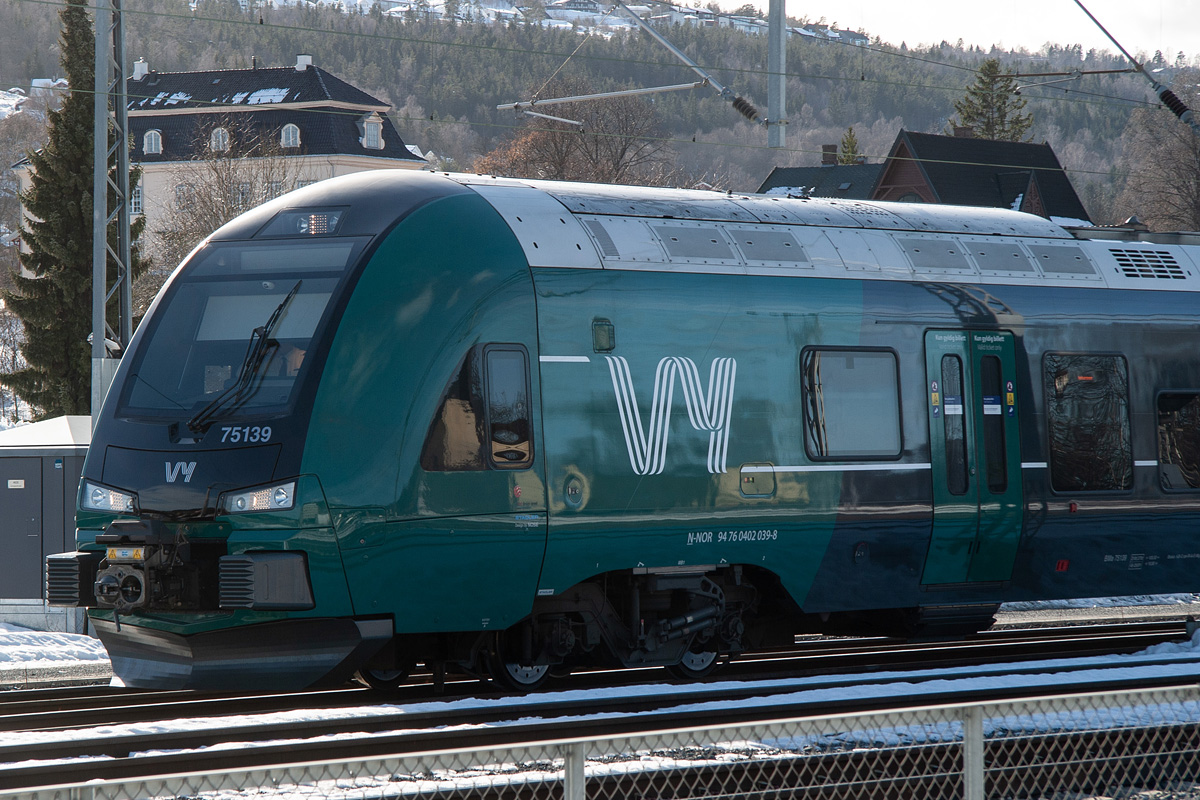
Stadler Flirt in der Vy-Lackierung

Am 12. März 2019 gab NSB bekannt, dass das Unternehmen in Vy umbenannt werden würde. Vy bedeute „Ausblick, Fernsicht, Aussicht“ und soll zeigen, dass der Konzern eine Vision für die Zukunft habe. Den neuen Namen Vy übernahmen auch andere Tochterunternehmen der NSB, sodass die neue Marke nun einen der größten Verkehrskonzerne in Skandinavien beschreibt. Am 24. April 2019 erfolgte dann die Umbenennung offiziell. Neben neuen Lackierungen für Busse und Züge erhielten die knapp 8000 Mitarbeiter des Konzerns neue Uniformen.
Die Bahngesellschaft Flytoget AS wurde mit der Zustimmung der Hauptversammlungen der beiden Unternehmen am 31. März 2023 eine Tochtergesellschaft der Vygruppe. Die jeweiligen Verkehre mit den eigenen Marken und Tarifen blieben zunächst bestehen. Bis 2028 wurde eine vollständige Fusion und für 2028 ein einheitlicher Tarif angekündigt. Das Samferdselsdepartementet strebte mit der Fusion ein einheitliches Verkehrsunternehmen an, um die Kapazität des Oslotunnels besser auszunutzen.

## Organisation
Die Vy erbringt in der Hauptsache Leistungen im Personenverkehr. Dafür sind für die Fernstrecken Vy Regiontog und für den lokalen Nahverkehr Vy Lokaltog zuständig. Ferner gibt es für weitere Teilbereiche Tochtergesellschaften, die ganz oder teilweise von NSB gegründet wurden und teilweise im Besitz von Vy sind:

### Hundertprozentige Tochtergesellschaften
Quelle:
- Agilia (ehemals NSB Trafikkservice AS): früher nur 55 % des Kapitals im Besitz von NSB, verantwortlich für die Reinigung der NSB-Züge
- CargoNet AS: 2002 auf der Grundlage des Unternehmens NSB Gods eingerichtet, anfangs 55 % des Kapitals im Besitz von NSB (Rest schwedische Green Cargo), seit 2010 vollständig bei NSB/Vy
- Finse Forsikring AS: Konzerninterne Versicherungsleistungen
- Vy Buss AS (ehemals Nettbuss): Norwegens größtes Busunternehmen. Das Unternehmen hat zudem Niederlassungen in Dänemark und Schweden (2019 125,9 Mio. Fahrten, Umsatz 6,5 Mrd. NOK)[8]
- Vy Gjøvikbanen (ehemals NSB Gjøvikbanen): gewann 2005 die Ausschreibung für den Betrieb der Gjøvikbane für zehn Jahre ab dem 11. Juni 2006
- Vy Mobility AS:
  - Go Mobile – Tecknologigesellschaft, entwickelt Apps für ÖPV und Taxi.
  - Vy Bybil – Carsharing-Dienst in Zusammenarbeit mit der Dänischen GreenMobility
- Vy Tog AS: Betreiber des Los 3 (Trafikkpakke 3) Bergensbanen und Vossebanen: Oslo S – Bergen, Bergen – Arna und Bergen – Voss – Myrdal
- Vy Tåg AB, Gävle (ehemals Tågkompaniet): Regionalzüge in Schweden; NSB hatte 2005 34 % der Anteile, ab November 2006 100 %[9]
- Flytoget AS – Bahngesellschaft und mit Flughafenverkehr, 2025 übernommen[7]

### Paritätische Beteiligungen
- Flåm Utvikling AS, Aurland: 50 %, seit 1999 verantwortlich für Betrieb und Vermarktung der Flåmsbana[8]
- Vy Fjord1 Reiseliv AS, Oslo: 50 %, gegründet 2019 als Zwischenholding, plant und verkauft zusammen mit ihrer Tochtergesellschaft Fjord Tours AS (an der Vy mit 42 % des Kapitals beteiligt war, Rest bei den Unternehmen Fjord1, Tide, Flåm Utvikling und Bergens Tidende) Pauschalreisen unter Einbezug des ÖPNV (u. a. Norway in a nutshell)[8]
- Linx: 2004 aufgelöst, 50 % des Kapitals lag bei NSB, Rest bei den schwedischen Statens Järnvägar

### Minderheitsbeteiligungen
- Minibuss 24-7 AS, Våler: 49 %[8]
- Nordlandsbuss AS, Bodø: 34 %[8]
- Peer Gynt Tours AS, Oslo: 34 %[8]
- Sjøholt Last og Buss AS, Ørskog: 49 %[8]
- Tømmervogner AS, Oslo: 45 %, Rest bei CargoNet AS[8]

## Verkehr
Mit den NSB fuhren nach dem Jahresbericht 2014 etwa 68,5 Millionen Reisende.
NSB und das Verkehrsministerium unterzeichneten am 4. Januar 2012 ein Abkommen über die Bestellung von Transportleistungen für den Personenverkehr von NSB für den Zeitraum von 2012 bis 2017, das die bedienten Strecken, die Zugfrequenzen und andere Details enthält. Im Rahmen der laufenden Ausschreibungen hat Vy nur eines (Traffikkpakke Vest/Bergensbane für 2020 bis 2029) der drei bereits vergebenen Verkehrspakete gewonnen.
2018 beförderten NSB und NSB Gjøvikbanen etwa 70 Millionen Reisende, 2019 Vy mit Zügen insgesamt 78,7 Mio. Reisende (davon 5,5 Mio. in Schweden).